# یواس‌اس گرینلینگ (اس‌اس-۲۱۳)

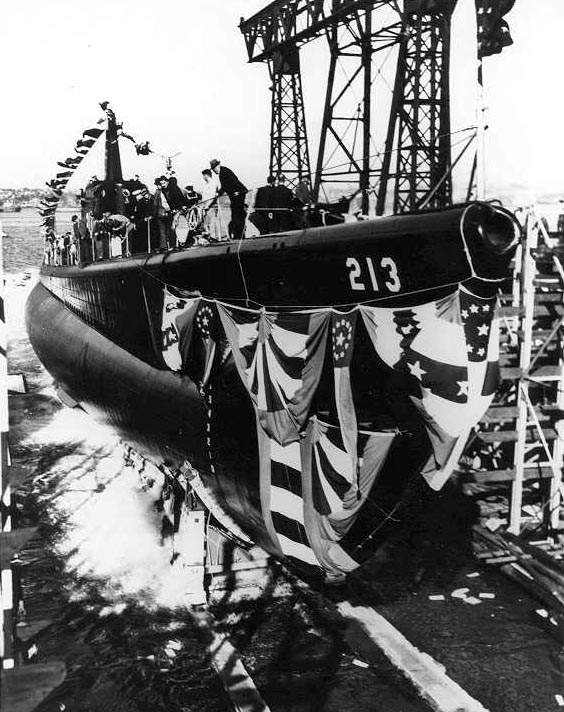
تصویری قدیمی از زیردریایی یواس اس گرینلینگ (uss greenling)

یواس‌اس گرینلینگ (اس‌اس-۲۱۳) (به انگلیسی: USS Greenling (SS-213)) یک زیردریایی بود که طول آن ۳۱۱ فوت ۹ اینچ (۹۵٫۰۲ متر) بود. این زیردریایی در سال ۱۹۴۱ ساخته شد.